# سامانه کرونکوئیست
سامانه کرونکوئیست (انگلیسی: Cronquist)، یک سامانه طبقه‌بندی آرایه‌بندی گیاهان گل‌دار است. توسط آرتور کرونکوئیست (Arthur Cronquist) در مجموعه‌ای از تک‌نگاشت‌ها و متون، از جمله تکامل و طبقه‌بندی گیاهان گل‌دار (۱۹۶۸؛ ویرایش دوم، ۱۹۸۸) و سیستم یکپارچه طبقه‌بندی گیاهان گل‌دار (۱۹۸۱) (به کتابشناسی مراجعه کنید) توسعه یافته‌است.
سیستم کرونکوئیست گیاهان گل‌دار را به دو دسته بزرگ ماگنولیاویسان (دولپه‌ای‌ها) و سوسن‌ویسان (Liliopsida) (تک‌لپه‌ای‌ها) قرار می‌دهد. در این کلاس‌ها، سفارش‌های مرتبط به زیر کلاس‌ها گروه‌بندی می‌شوند. در حالی که این طرح به‌طور گسترده، چه در شکل اصلی و چه در نسخه‌های اقتباس شده، مورد استفاده قرار گرفت، بسیاری از گیاه‌شناسان اکنون از طبقه‌بندی گروه تبارزایی گیاهان گل‌دار (Angiosperm Phylogeny Group) برای راسته‌ها و خانواده‌های گیاهان گل‌دار استفاده می‌کنند، که برای اولین بار در سال ۱۹۹۸ توسعه یافت. این سامانه همان‌طور که در سامانه یکپارچه کرونکوئیست ارائه شده‌است. طبقه‌بندی گیاهان گل‌دار (۱۹۸۱) شامل ۶۴ راسته و ۳۲۱ خانواده در کلاس ماگنولیاویسان و ۱۹ راسته و ۶۵ خانواده در کلاس سوسن‌ویسان است.

### Work by Cronquist
- Cronquist, Arthur. (1957). Outline of a new system of families and orders of dicotyledons. Bull. Jard. Bot. Etat Brux. 27: 13–40.
- Cronquist, Arthur (October 1960). "The divisions and classes of plants". The Botanical Review. 26 (4): 425–482. Bibcode:1960BotRv..26..425C. doi:10.1007/BF02940572. S2CID 43144314.
- Cronquist, Arthur (September 1965). "The Status of the General System of Classification of Flowering Plants". Annals of the Missouri Botanical Garden. 52 (3): 281–303. doi:10.2307/2394794. JSTOR 2394794.
- Cronquist, Arthur; Takhtajan, Armen; Zimmermann, Walter (April 1966). "On the Higher Taxa of Embryobionta". Taxon. 15 (4): 129–134. doi:10.2307/1217531. JSTOR 1217531.
- Cronquist, A (1981). An integrated system of classification of flowering plants. New York: Columbia University Press. ISBN 978-0-231-03880-5.
- Cronquist, A (1968). The evolution and classification of flowering plants (1st ed.). Boston: Houghton Mufflin Company.
- Cronquist, A (1988) [1968]. The evolution and classification of flowering plants (2nd ed.). Bronx, NY: New York Botanical Garden. ISBN 978-0-89327-332-3.
  - Excerpt: Classification. 7 pp.